# Château de Fontaine-Étoupefour
Pour les articles homonymes, voir Château de Fontaine.
Le château de Fontaine-Étoupefour ou château de Fontaine est une demeure, partiellement en ruine, qui se dresse sur le territoire de la commune française de Fontaine-Étoupefour, dans le département du Calvados, en région Normandie.

## Localisation
Le château est situé au sud-est de Fontaine-Étoupefour au hameau de Fontaine, dans le département français du Calvados.

## Historique
Le château est construit vers 1470 par François de Vaux qui fut chambellan de trois rois de France. Le corps de logis Renaissance, tombé en ruine à la fin du XIXe siècle, avait été bâti en 1583 par Jean Le Valois d'Escoville, petit-fils du constructeur de l'hôtel d'Escoville à Caen.
En 1998, le château était la possession du comte Henry du Laz.

## Description
On accède au terre-plein où se dressait le château par un châtelet d'entrée du XVe siècle, restauré en 1950. Il subsiste également deux bâtiments ruinés du XVIIe siècle.

## Protection
Au titre des monuments historiques :
- les restes du château sont classés par arrêté du 23 septembre 1911 ;
- l'île et les vestiges qu'elle renferme, les douves et leurs murs, le système hydraulique et le lavoir, le bâtiment de commun du XVIIIe siècle, sont inscrits par arrêté du 10 avril 1995.